# (4048) Samwestfall
(4048) Samwestfall est un astéroïde de la ceinture principale.

## Description
(4048) Samwestfall est un astéroïde de la ceinture principale. Il fut découvert le 30 octobre 1964 à Brooklyn par Indiana University. Il présente une orbite caractérisée par un demi-grand axe de 2,23 UA, une excentricité de 0,19 et une inclinaison de 3,2° par rapport à l'écliptique.